# ایکینجی یوزباشی‌لی
ایکینجی یوزباشی‌لی (به لاتین: İkinci Yüzbaşılı) یک منطقه مسکونی در جمهوری آذربایجان است که در شهرستان آق‌دام واقع شده است.